# Browar Dojlidy
Browar Dojlidy — польське пивоварне підприємство, розташоване в місті Білосток. Належить концерну «Kompania Piwowarska». Пивоварня була модернізована у 1997-1999 роках, а у 2003 році була придбана компанією Kompania Piwowarska SA. Раніше пивоварня Дойліди виробляла багато різних сортів пива, після придбання Компанією Piwowarska S.A. її основним продуктом є Żubr. Żubr є одним з найпопулярніших сортів пива в Польщі, а також продається по всій Європі.

## Історія
Перша броварня в Дойлідах розпочала роботу в 1768 році під опікою Яна Клеменса Браницького. У 1881 році згадується про діяльність парової пивоварні..
Першу світову війну комплекс Дойлід пережив неушкодженим. У 1915 році росіяни розграбували підприємство, вилучивши звідти все пивоварне обладнання. У 1920-х роках завод відновив роботу як державне підприємство. Під час Другої світової війни пиво на підприємстві варили як радянські, так і німецькі окупанти. У 1944 році у ході виведення німецьких військ броварня зруйнована.
У 1948 році пивоварня повернута у державну власність. У 1954 році завод запрацював після реконструкції. У 1969 році разом з рядом інших пивоварень об'єднаний у «Zakłady Piwowarskie Sp. z o. o.». У грудні 1996 року контрольний акціонер «Zakłady Piwowarskie Sp. z o. o.» «Binding Brauerei» став німецьким пивоварним концерном (у 2002 році він змінив назву на Radeberger Gruppe AG) з Франкфурта . У березні 1997 року назву броварні у Білостоку змінено на «Browar Dojlidy Sp. z o. o.». У 1997–1999 роках було проведено модернізацію пивоварного заводу.
4 лютого 2003 року «Kompania Piwowarska SA» придбала контрольний пакет акцій «Browar Dojlidy». 